# Pachycondyla insulana
Pachycondyla insulana är en myrart som först beskrevs av Mayr 1876.  Pachycondyla insulana ingår i släktet Pachycondyla och familjen myror. Inga underarter finns listade i Catalogue of Life.